# Sypnoides
Sypnoides là một chi bướm đêm thuộc họ Erebidae.